# Représentations diplomatiques du Lesotho

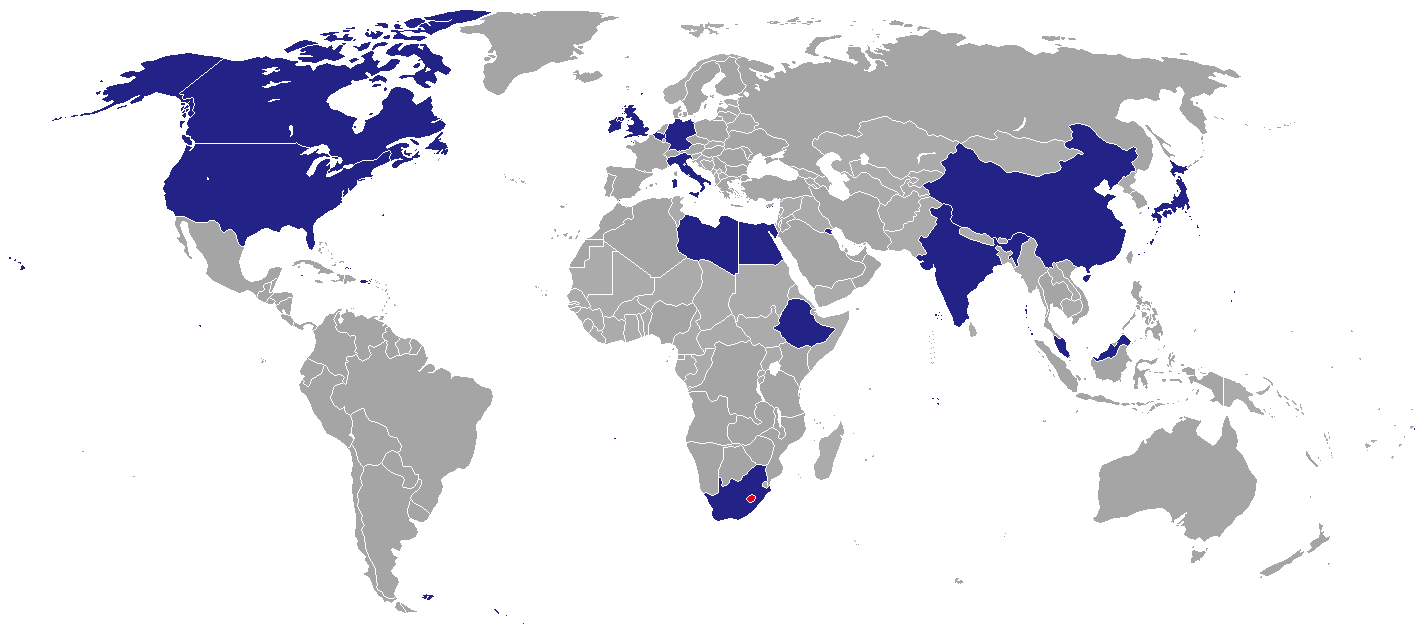
Carte des pays dans lesquels le Lesotho a une représentation diplomatique.

Voici les représentations diplomatiques du Lesotho à l'étranger :

## Afrique
- Afrique du Sud
  - Pretoria (haute commission)
  - Le Cap (consulat général)
  - Durban (consulat général)
  - Klerksdorp (consulat)
  - Welkom (consulat)
- Égypte
  - Le Caire (ambassade)
- Éthiopie
  - Addis-Abeba (ambassade)
- Libye
  - Tripoli (ambassade)

## Amérique
- Canada
  - Ottawa (haute commission)
- États-Unis
  - Washington (ambassade)

## Asie
- Chine
  - Pékin (ambassade)
- Inde
  - New Delhi (haute commission)
- Japon
  - Tokyo (ambassade)
- Malaisie
  - Kuala Lumpur (haute commission)

## Europe
- Allemagne
  - Berlin (ambassade)
- Belgique
  - Bruxelles (ambassade)
- Irlande
  - Dublin (ambassade)
- Italie
  - Rome (ambassade)
- Royaume-Uni
  - Londres (haute commission)

## Organisations internationales
- Bruxelles (mission permanente auprès de l'Union européenne)
- New York (mission permanente auprès de l'Organisation des Nations unies)

## Galerie

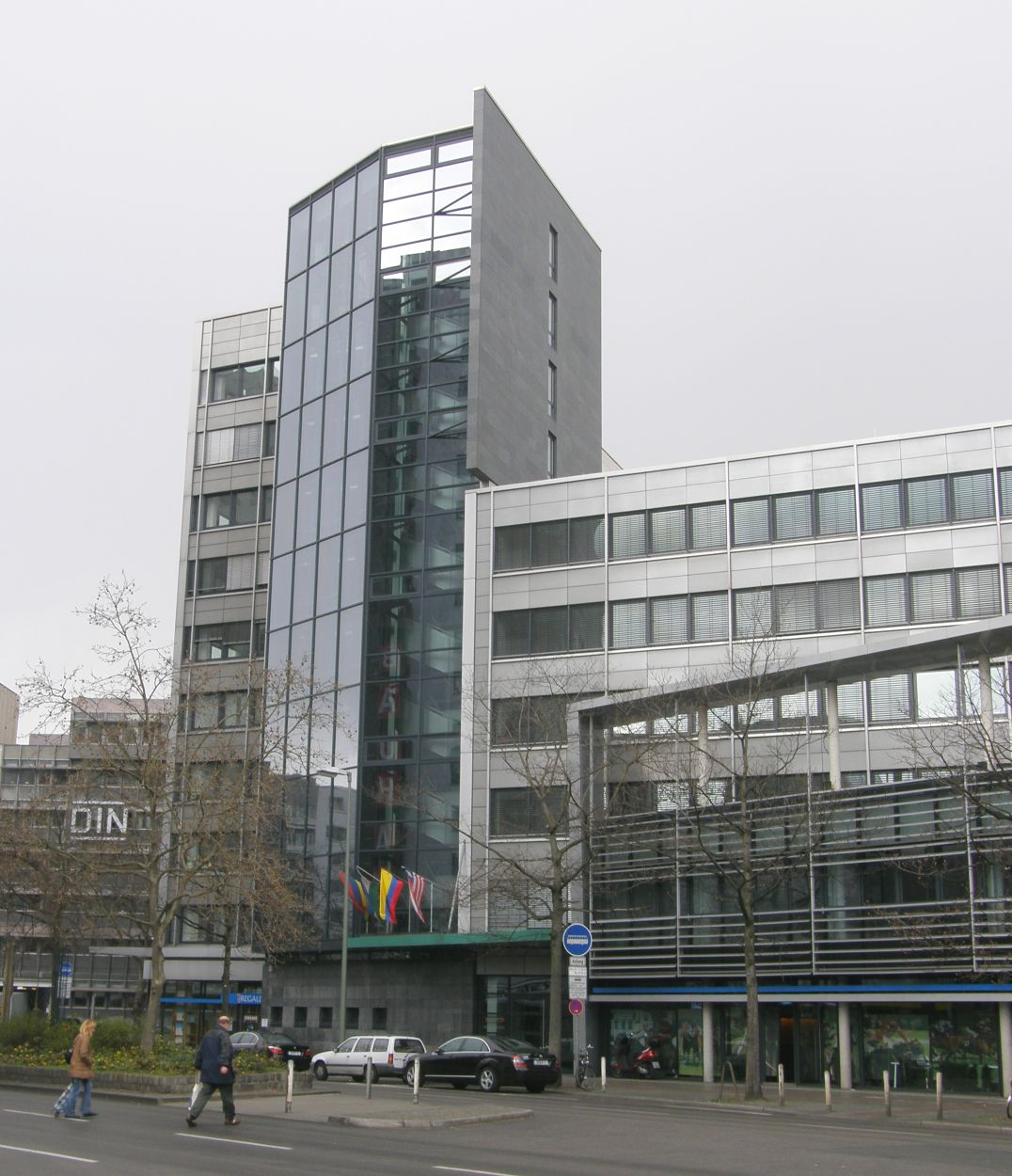
Ambassade à Berlin.
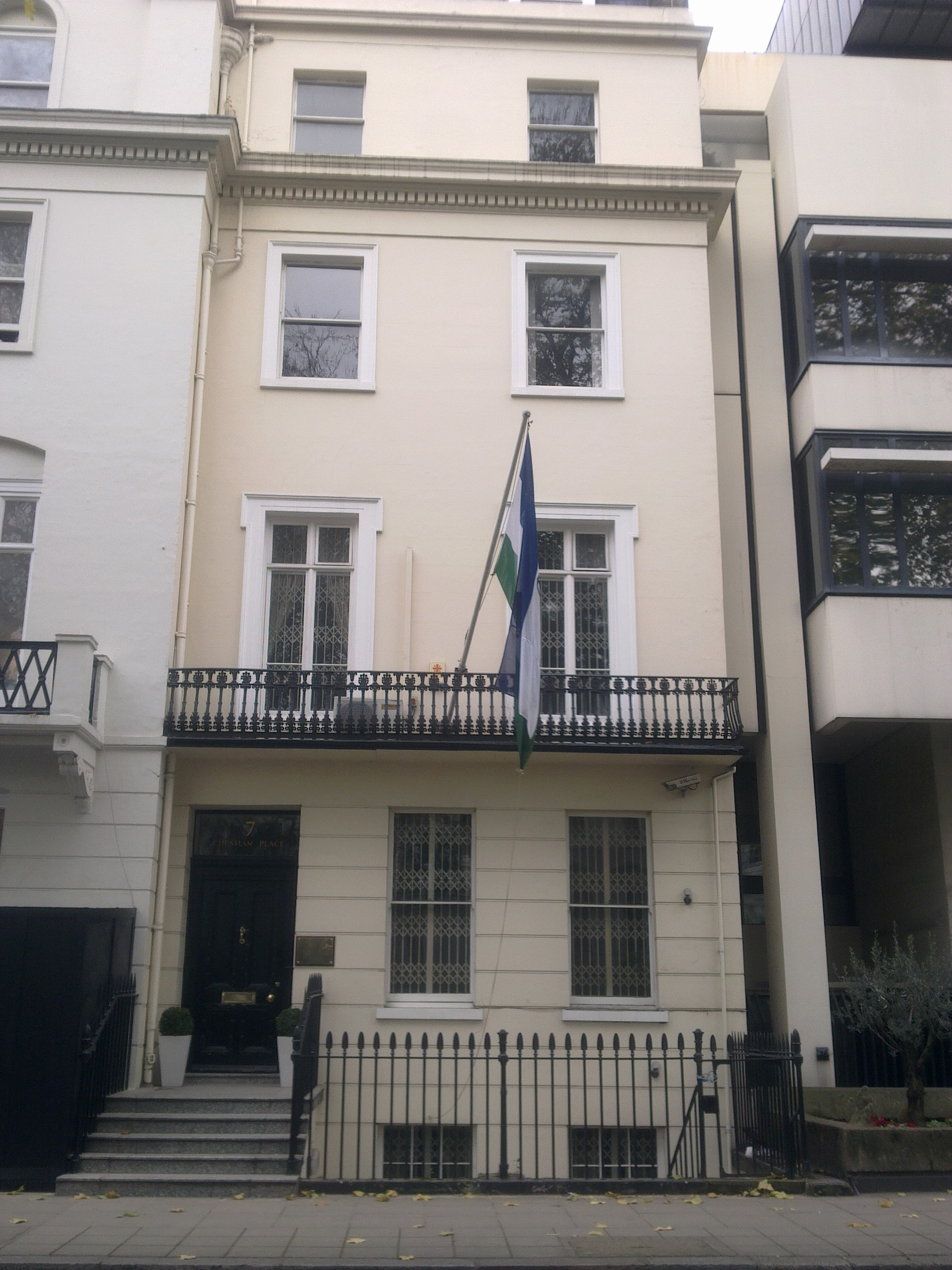
Haute commission à Londres.
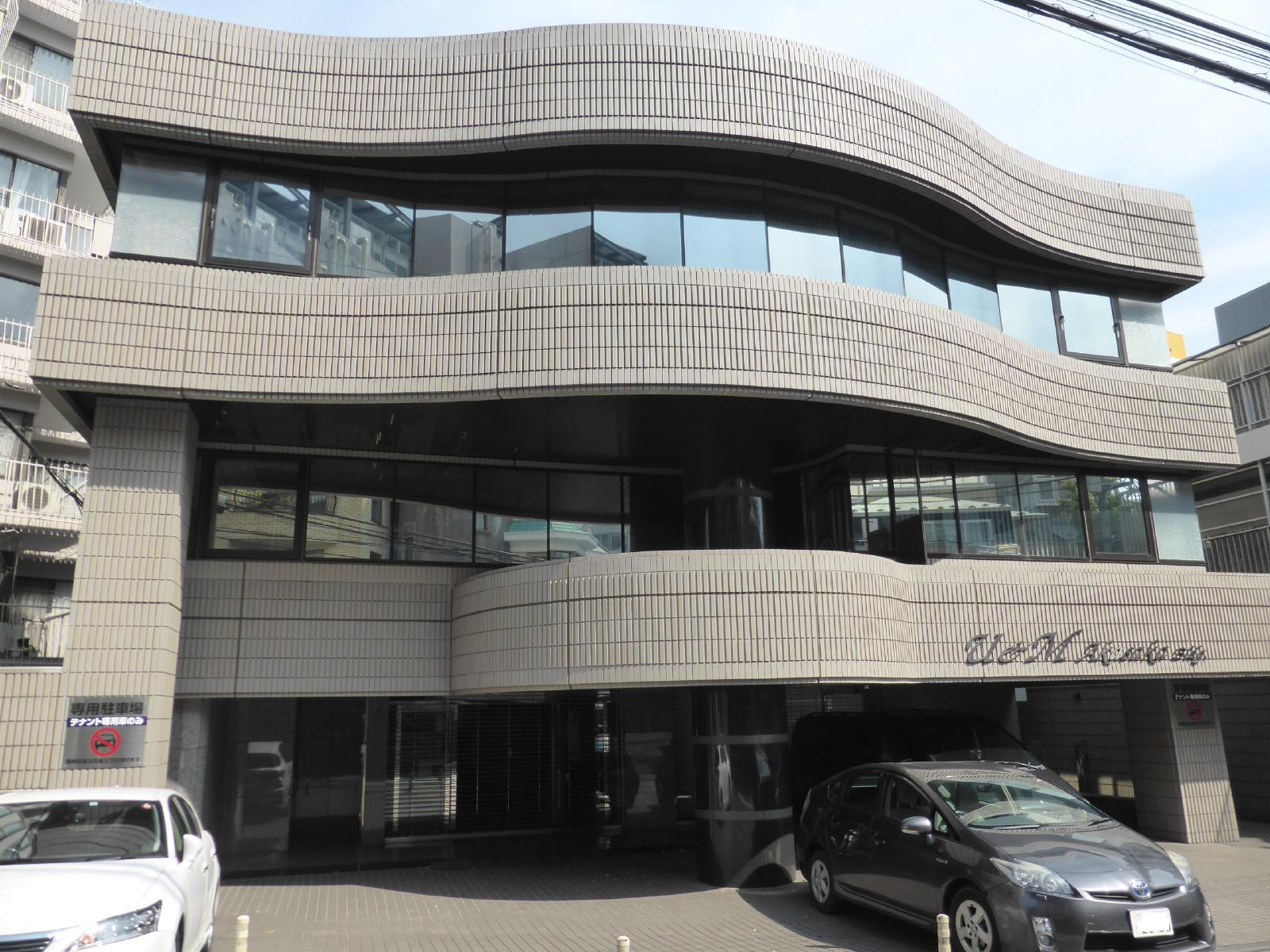
Ambassade à Tokyo.
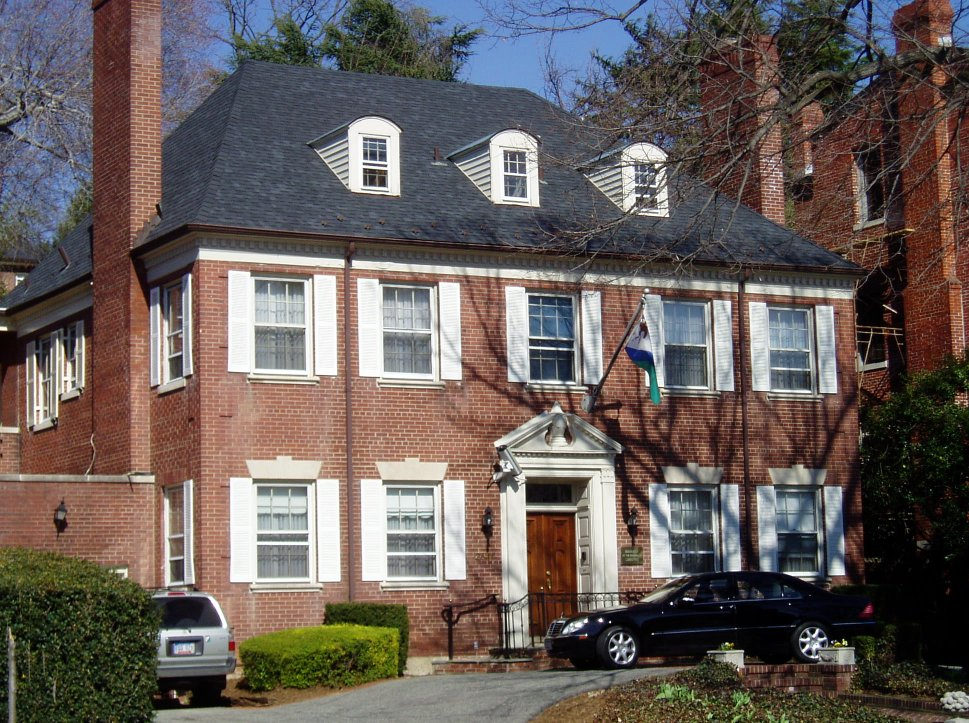
Ambassade à Washington.